# L'incubo di una madre
L'incubo di una madre è un film televisivo del 2012, diretto da Vic Sarin.
Il film, tratto da una storia vera, è interpretato da Annabeth Gish, Jessica Lowndes e Grant Gustin.

## Trama
Chris Stewart è un ragazzo di sedici anni depresso per il divorzio dei suoi genitori e per essere stato lasciato dalla sua ragazza, una cheerleader. Quando una nuova ragazza, Vanessa, arriverà sulla scena, questa sfrutterà le sue doti seduttive per ammaliare il ragazzo, per poi drogarlo e accusarlo di aggressione suscitando in lui sensi di colpa. Nel frattempo la madre di Chris, Maddie, da sempre sospettosa nei confronti della ragazza, fa delle ricerche e scopre che la giovane soffre di una malattia per la quale ama la morte e che ha drogato tutti i suoi ragazzi per poi spingerli a suicidarsi: questo è ciò che vuol fare anche a Chris. Vanessa riesce a convincere il ragazzo che lei lo ama e vuole ritornare con lui: per questo organizza un picnic e lo droga un'altra volta, spingendolo a tagliarsi i polsi fino a svenire e quasi morire. Maddie cerca di soffocare Vanessa, ma Chris sopravvive e lui e la madre tornano andare d'accordo. Vanessa prende di mira un infermiere che vede come la sua prossima vittima. 

## Riconoscimenti
- 2014 - Canadian Screen Awards
  - Nomination Best Performance by an Actress in a Leading Role in a Dramatic Program or Mini-Series a Jessica Lowndes

## Sequel
Nel 2018 il regista ne ha diretto un sequel, A Father's Nightmare.